# Mittelpunkt Sachsens
Es gibt mehrere Mittelpunkte Sachsens, die auf unterschiedlichen, wissenschaftlichen Methoden der Berechnung basieren. Ersichtlich sind diese auf der Liste geographischer Mittelpunkte. Zu den unterschiedlichen Methoden ist in den Hauptartikeln Mittelpunkt Deutschlands und Mittelpunkt Europas Näheres erläutert.

## Lage
Die Mittelpunkte in Bezug auf den heutigen Freistaat Sachsen in den Grenzen ab 1990 befinden sich
- im Tharandter Wald – in der Gemarkung Grillenburg von Kurort Hartha (Kurort Hartha – Mittelpunkt Sachsens), Ortschaft der Stadt Tharandt, Landkreis Sächsische Schweiz-Osterzgebirge
- in Ortsteilen der Stadt Nossen, (Nossen – Mitte Sachsens), Landkreis Meißen
  - in Altzella
  - in Deutschenbora.

Der Mittelpunkte hinsichtlich des ehemaligen Königreichs Sachsen in den Grenzen von 1815 befinden sich
- in Lichtenberg/Erzgeb. bei Mulda, Landkreis Mittelsachsen (Geografischer Mittelpunkt) sowie
- in Großschirma bei Freiberg, Landkreis Mittelsachsen (Physikalischer Schwerpunkt).

## Geografischer Mittelpunkt
Der bekannteste Mittelpunkt Sachsens ist der geografische Mittelpunkt des Freistaates Sachsen auf der Gemarkung Grillenburg von Kurort Hartha, im Tharandter Wald (Tännichtgrund), vor dem Diebskammer-Felsen am Colmnitzbach. Er wurde im Oktober 1990 von Dr. Heinz Finger, Geodät an der TU Dresden, und 1992 vom Kartografen Hans Brunner aus Dresden mit den Koordinaten 50 Grad, 55 Minuten, 46,1 Sekunden nördlicher Breite sowie 13 Grad, 27 Minuten und 30 Sekunden östlicher Länge (Mittelwerte der Koordinaten des nördlichsten und südlichsten, sowie des östlichsten und westlichsten Punktes des Landes) und einer Genauigkeit von einer Bogensekunde (max. Abweichung 31 Meter nach Osten und 20 Meter nach Norden) vermessen (50° 55′ 46,1″ N, 13° 27′ 30″ O). Die Kennzeichnung durch eine mannshohe Granitstele erfolgte im Auftrag der Sendung Außenseiter-Spitzenreiter des MDR Fernsehens am 28. September 1994 im Beisein von Sachsens Innenminister Heinz Eggert. Die Stele wurde von Steinmetz G. Haase aus Bautzen gefertigt sowie gestiftet und etwa 250 m westlich des Mittelpunkts aufgestellt. Die Stele steht damit deutlich außerhalb der für die Messung angegebenen Fehlertoleranz von 31 m, weil es zum Zeitpunkt der Aufstellung der nächste geeignete und zugängliche Standort wegen der dortigen ungünstigen Geländegegebenheiten war, den man auch touristisch erschließen konnte. Der tatsächliche Messpunkt wurde zwar von der Gemeinde Kurort Hartha 1995 mit einem Rad- und Wanderweg auf der nach der Stilllegung im Tharandter Wald zugewachsenen Trasse der ehemaligen Schmalspurbahn Klingenberg-Colmnitz–Oberdittmannsdorf erschlossen. Die Deutsche Bahn in Form der DB Netz AG bekam jedoch im Jahr 2000, aufgrund der überwiegenden Vornutzung für Eisenbahnzwecke, diese Bahntrasse von der Oberfinanzdirektion Berlin auf Antrag als Eigentum zugesprochen, so dass der Rad- und Wanderweg mangels Verkehrssicherung zuletzt nur eingeschränkt nutzbar war und 2017 sogar gesperrt wurde. Am 12. September 2017 erfolgte auf Antrag vom 18. Juli 2017 die Zuordnung dieses Rad- und Wanderweges je zur Hälfte an die benachbarten Kommunen Bobritzsch-Hilbersdorf und Klingenberg, die ihn am 14. September 2017 wieder freigaben. Somit konnte am 25. April 2018 auch der tatsächliche Messpunkt, zunächst mit einer Erläuterungstafel, und am 26. Juli 2019 auch mit einem Vermessungspunkt gekennzeichnet werden. Der Weg zu diesem Messpunkt ist ab der Mittelpunktstele ausgeschildert und 2023 auch mit einer Sandsteinstele markiert worden.
1995 wurde die touristische Wort-Bild-Marke Kurort Hartha – Mittelpunkt Sachsens beim Europäischen Patentamt in München für die Gemeinde Kurort Hartha (heute: Ortschaft der Stadt Tharandt) eingetragen und somit markenrechtlich geschützt. Der benachbarte Ort Naundorf bezeichnet sich offiziell als Naundorf am Mittelpunkt Sachsens. Dieser Mittelpunkt ist von Kurort Hartha und Naundorf aus touristisch beschildert sowie in Wanderkarten verzeichnet und wird für jährliche kulturelle bzw. sportliche Veranstaltungen (Crosslauf zum Mittelpunkt Sachsens im Frühjahr, Chorsingen am Mittelpunkt Sachsens im Herbst) genutzt. Es sind auch Souvenirs (Miniatur-Mittelpunktstele, Ansichtskarten) dazu erhältlich.

Granitstele von 1994 und Hinweisstele von 2023 zum Geografischen Mittelpunkt Sachsens im Tharandter Wald vor dem Diebeskammerfelsen mit Erläuterungstafeln
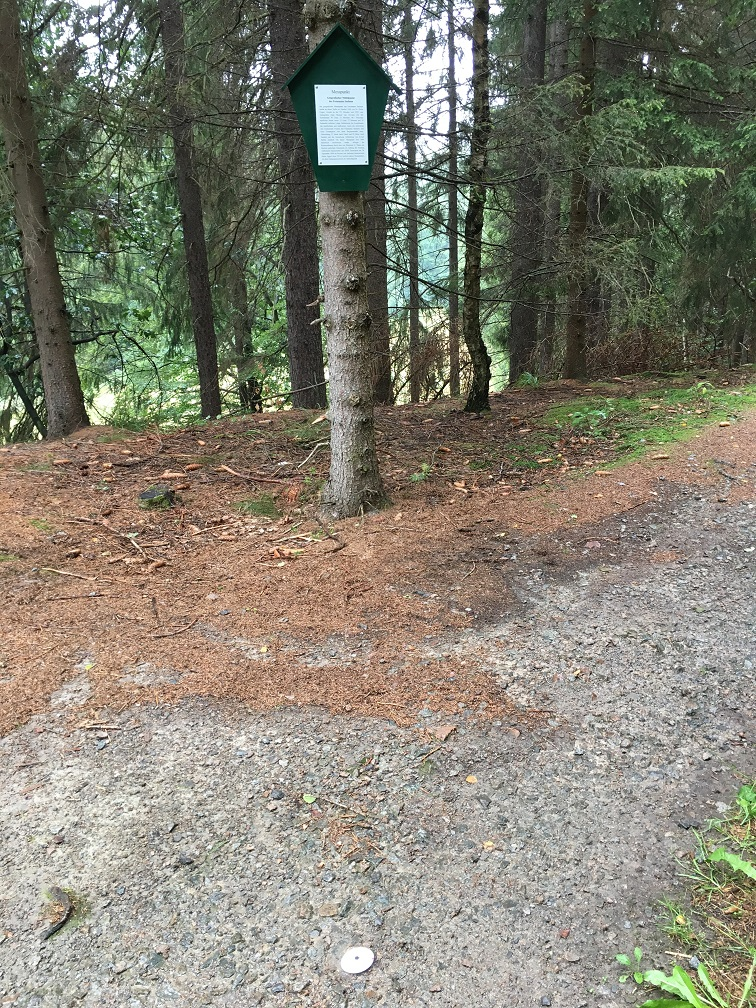
Messpunkt (Vordergrund) auf dem ehem. Bahndamm oberhalb der Mittelpunktstele mit Erläuterungstafel
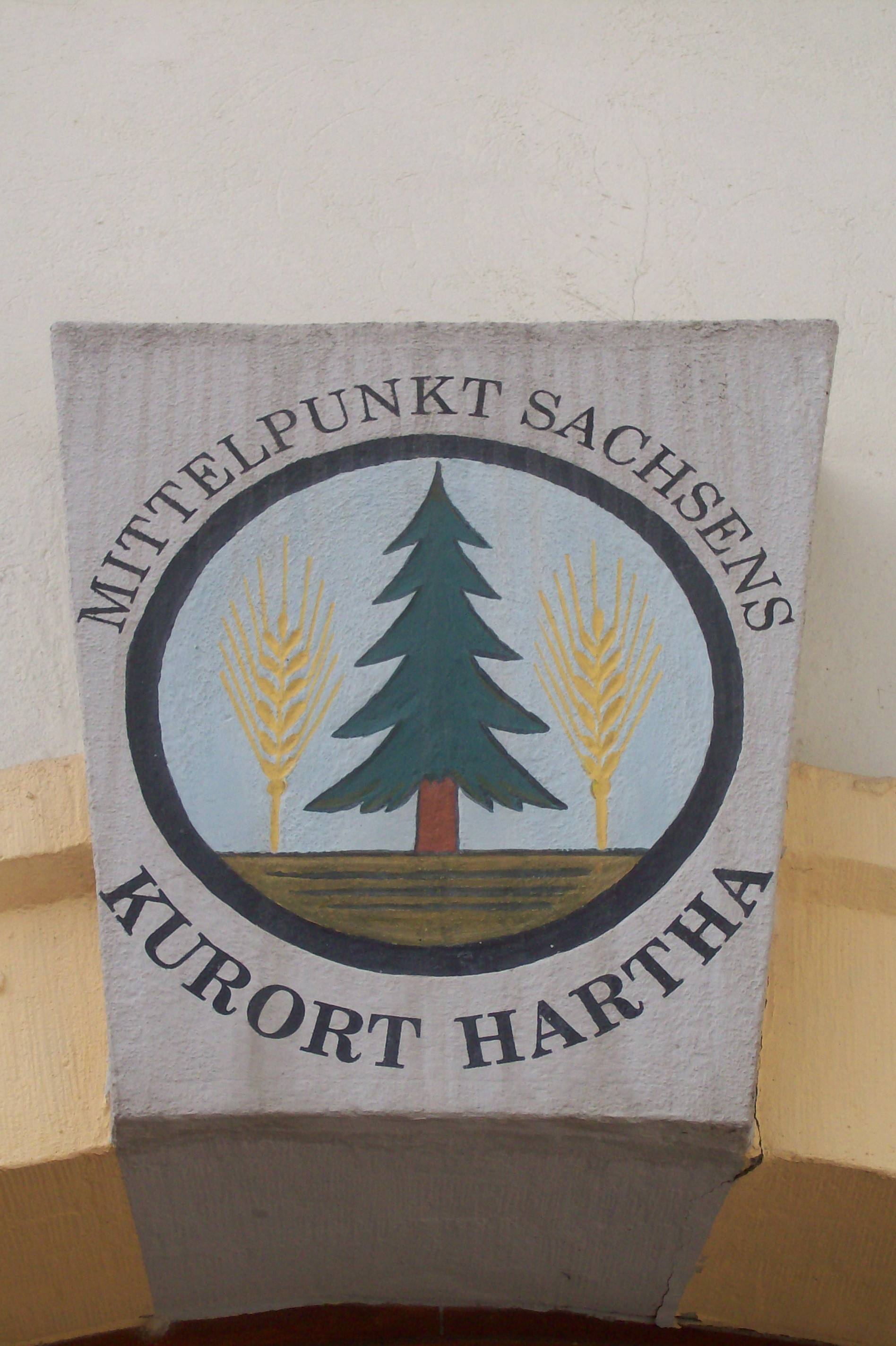
Ortswappen von Kurort Hartha seit 1927 mit dem aktuellen Markennamen über dem Eingang zum ehem. Gemeindeamt, jetzt Uhrentechnische Lehrschau Hennig
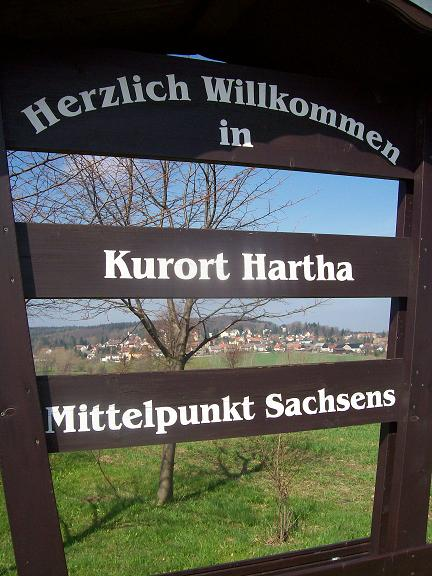
Blick durch die Werbe- und Begrüßungstafel nach Kurort Hartha

Der geografische Mittelpunkt des Königreiches Sachsen befand sich mit den Koordinaten 50 Grad, 49 Minuten nördlicher Breite und 13 Grad, 27,5 Minuten östlicher Länge an der Talsperre Lichtenberg bei Mulda und wurde ebenfalls bereits 1992 vom Dresdner Kartografen Hans Brunner ermittelt.

## Physikalischer Schwerpunkt
Der physikalische Schwerpunkt des Freistaates Sachsen befindet sich am Hirschfelder Weg  im Nossener Ortsteil Deutschenbora. Er wurde 2009 vom Staatsbetrieb Geobasisinformation und Vermessung Sachsen (GeoSN) unter Zuhilfenahme von etwa 60.000 geographischen Punkten der Landesgrenze ermittelt. Der Kartograf Hans Brunner errechnete 1992 dafür die Autobahnbrücke Siebenlehn an der A 4 bei Nossen. Zur 825-Jahr-Feier von Nossen wurde am 23. August 2010 die vom GeoSN mit der Schwerpunktmethode berechnete Mitte Sachsens mit einer von der Firma Flexomat GmbH aus Nossen sowohl gefertigten als auch gestifteten Metall-Stele in Anwesenheit des sächsischen Landtagspräsidenten Matthias Rößler gekennzeichnet, welche symbolhaft für diese Berechnungsmethode eine Nadel und die Fläche des Freistaates Sachsen darstellt. 2014 versuchten Diebe erfolglos diese Stele zu entwenden. Die genauen Koordinaten, bezogen auf das Koordinatenreferenzsystem ETRS89_UTM33, dafür sind laut einer Tafel an der Stele: Lat 51° 03′ 10.55″ N, North 5 657 014 m, Lon 13° 20′ 41.85″ E, East 33 384 002 m (51° 3′ 10,6″ N, 13° 20′ 41,8″ O). Passend dazu wurde von der Künstlerin Claudia Reh aus Dresden eine Mittelpunkt-Skulptur geschaffen.

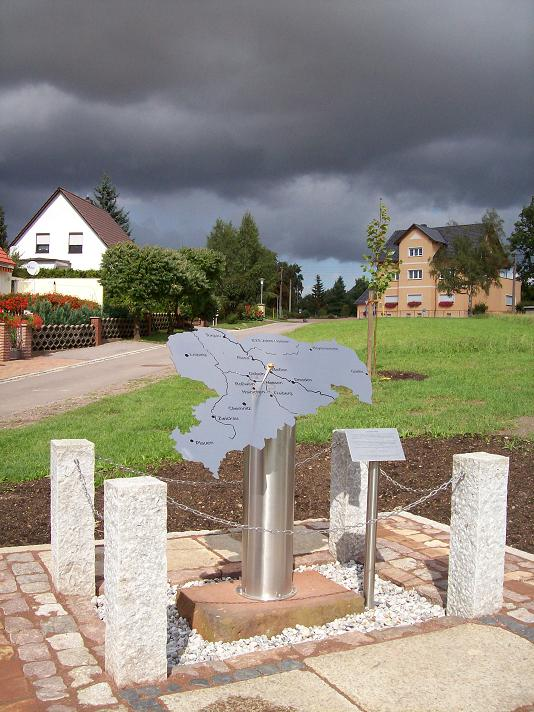
Stele am physikalischen Schwerpunkt Sachsens
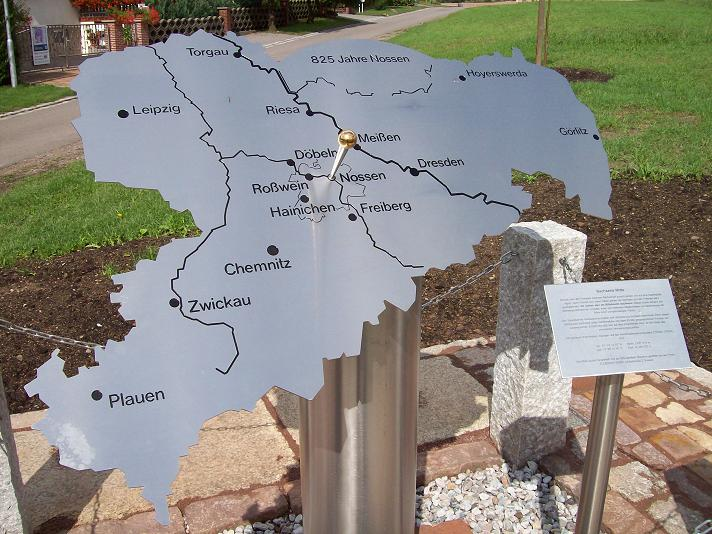
Detail der Stele am physikalischen Schwerpunkt Sachsens
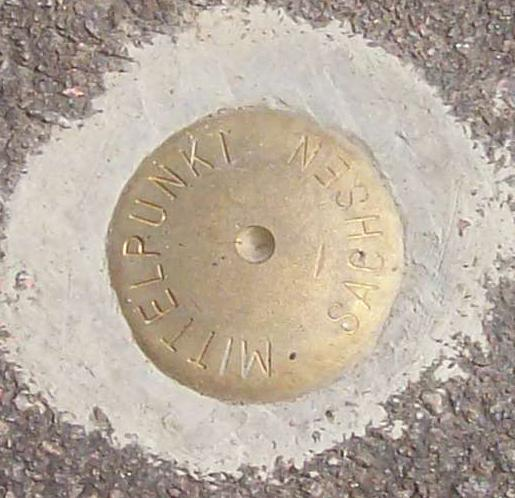
Messpunkt auf dem Hirschfelder Weg neben der Stele

Der physikalische Schwerpunkt des Königreiches Sachsen befand sich auf einer Kreisstraße, wenige Meter westlich der B 101, in Großschirma bei Freiberg. Er wurde 2009 ebenfalls vom GeoSN dort ermittelt. Der Kartograf Hans Brunner ermittelte 1992 dafür den Ort Bräunsdorf an der Großen Striegis bei Freiberg.

## Weitere Mittelpunkte
Der Mittelpunkt des größten (geometrischen) Kreises, der in die Grenzen des Freistaates Sachsen passt, befindet sich laut der Angaben des Kartografen Hans Brunner aus den Jahren 1993 und 2009 südlich von Marbach (Striegistal), am Westrand des Zellwaldes, unweit des Klosters Altzella auf der Gemarkung Altzella in der Stadt Nossen.